# Zhoukoudian
Zhoukoudian (chinois simplifié : 周口店 ; chinois traditionnel : 周口店 ; pinyin : Zhōukǒudiàn ; anciennement transcrit Choukoutien ou Chou Kou Tien) est un site préhistorique composé de plusieurs grottes, situé à 42 km au sud-ouest de Pékin, célèbre pour avoir livré à partir de 1921 de nombreux ossements fossiles d'Homo erectus, rassemblés sous le nom d'Homme de Pékin. Outre les restes d'Homo erectus, qui vivait au Pléistocène moyen, Les paléoanthropologues ont également découvert des fossiles d'Homo sapiens, datant d'environ 30 000 ans.
De nombreux vestiges lithiques ont été trouvés dans les différentes couches archéologiques. Des traces de foyers datées d'environ 430 000 ans ont également été mises en évidence, qui sont les plus anciennes connues à ce jour en Asie orientale. Le site apporte un témoignage exceptionnel sur les populations humaines présentes en Chine à une époque très reculée.

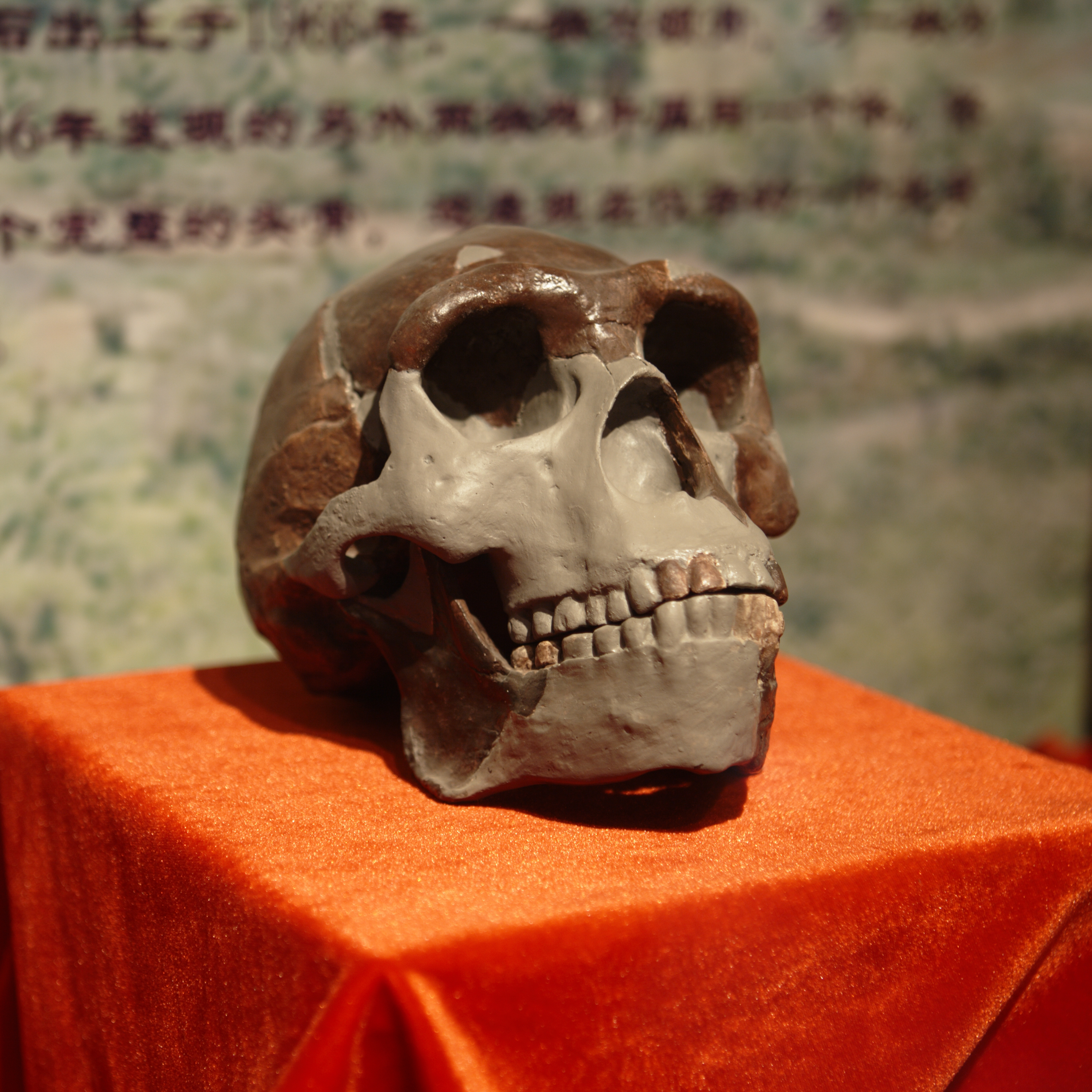
Zhoukoudian 3 (crâne 1), 1929 (moulage)

## Historique
La localité 1, également connue sous le nom de site de l’Homme de Pékin, fut la première à être découverte par des exploitants de carrières locales. Le site était à l'origine une grotte calcaire naturelle, mais le toit s'est effondré depuis longtemps, répandant une couche de brèche et de débris sur le dessus des dépôts.
Le premier fossile humain, une dent isolée, fut découvert en 1921 par le paléontologue autrichien Otto Zdansky. Les premières fouilles de 1921 et de 1923 ont révélé la présence d’habitations humaines dans des couches datées ultérieurement de 780 000 à 300 000 ans avant le présent. D'autres dents furent trouvées par la suite, qui furent décrites par l'archéologue suédois Johan Gunnar Andersson en 1926. En 1927, le médecin anatomiste canadien Davidson Black définit sur la base de ces quelques dents la nouvelle espèce Sinanthropus pekinensis. La première calotte crânienne humaine fut découverte en 1929 par le paléoanthropologue chinois Pei Wenzhong.
La grotte a fait l'objet de fouilles de grande ampleur de 1927 à 1937, produisant près de 200 fossiles humains (correspondant à quelque 40 individus), attribués par la suite à l'espèce Homo erectus, plus de 10 000 grès, plusieurs couches de cendres indiquant l’utilisation du feu chez l’homme, ainsi que des fossiles d’animaux de 200 espèces différentes. Davidson Black, décédé en 1934, fut remplacé sur le site par le médecin anatomiste allemand Franz Weidenreich, qui procéda à une description minutieuse de chaque fossile trouvé entre 1921 et 1937.
En 1941, tous les ossements fossiles (14 crânes, 11 mandibules, 147 dents et 11 restes postcrâniens) furent expédiés en train vers un port d'embarquement pour les États-Unis afin d'être protégés de l'avancée des troupes japonaises. Ils ne sont jamais arrivés à destination et nul ne sait ce qu'ils sont devenus.
Les fouilles ont repris à partir de 1949, menées désormais par des chercheurs chinois. Elles ont continué à produire des fossiles et des artefacts, faisant de ce site l'un des gisements préhistoriques les plus fructueux du Pléistocène moyen.
En 1987, le site de Zhoukoudian a été inscrit sur la liste du patrimoine mondial de l'UNESCO.

## Datation
La question de la datation précise des fossiles de l'Homme de Pékin s'est longtemps posée. Selon des analyses récentes effectuées par des chercheurs chinois, la couche archéologique la plus ancienne du site serait datée d'environ 780 000 ans.

## Description des différentes localités

### Localité 1, site de l'Homme de Pékin
- Pente Est : Cette partie du site de l’homme de Pékin a été creusée de 1930 à 1958 et de nouveau en 1978-1979 par une mission de recherche multidisciplinaire. Les fouilles ont creusé à une profondeur de 7 m à travers les couches 3-6 et ont mis au jour des outils en pierre, des os et des cendres brûlés et des fossiles d'espèces d'oiseaux, de reptiles et de mammifères.
- La salle du Pigeon : Cette salle a été nommée en l'honneur de ses visiteurs fréquents et a été reliée au site de l'Homme de Pékin par des ouvriers en 1928. Les fouilles de 1930-31 ont mis au jour de nombreux os d'Homme de Pékin (mandibule, clavicule et os pariétal), des signes d'utilisation du feu (y compris un bâton de Cercis rouge, brûlé) et des outils en pierre de quartz et de grès vert.
- Grotte supérieure (ZKD UC, Upper cave) : Située dans la partie supérieure de Dragon Bone Hill, cette grotte fut découverte en 1930 et fouillée de 1933 à 1934, date à laquelle le toit et l’ouverture orientée vers le Nord furent enlevés. Les fouilles ont révélé des traces d’occupation humaine dans la grotte, datées en 2018 d'au moins 35 100 à 33 500 ans AP. Les fossiles trouvés semblent illustrer la diffusion d'Homo sapiens vers la Chine à travers le nord de l'Eurasie[3].

La grotte a été divisée en un quartier d'habitation au niveau supérieur et un "cimetière" au niveau inférieur, tandis qu'un petit renfoncement au niveau inférieur a servi de piège animal naturel. Les découvertes ont révélé trois crânes humains et d'autres restes d'au moins huit individus identifiés comme étant des Homo sapiens, des outils et des ornements faits de pierre et d'os, et de nombreux os d'animaux comprenant des squelettes complets de grands mammifères capturés dans le piège inférieur. La poudre blanche arrosée autour des restes au niveau inférieur indique également que les habitants ont pratiqué des rites funéraires.

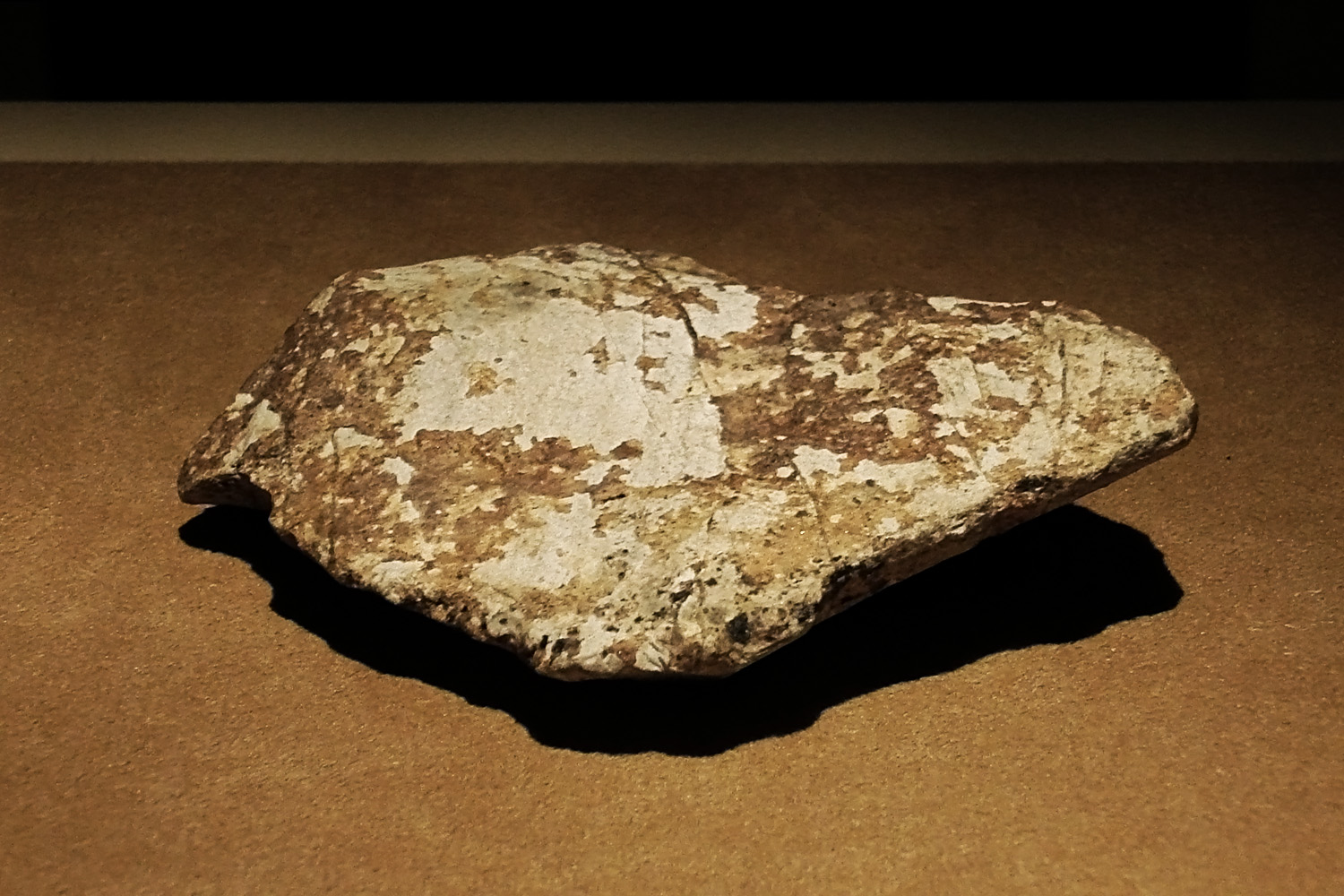
Grattoir de l'Homme de Pékin, Zhoukoudian, Municipalité de Pékin. Musée national de Chine

### Localité 15
L'âge de la partie inférieure de la couche 2 est fixé entre 155 000 et 284 000 ans. La couche 3 sous-jacente date d'au moins 284 000 ans. La couche 4, plus profonde, devrait être encore plus ancienne. Ces datations, réalisées à partir de la datation par l'uranium-thorium et de la résonance de spin électronique des dents fossiles, suggèrent que la localité 15 est largement contemporaine de la localité 4 (New Cave) et des couches supérieures de la localité 1 (site de l'Homme de Pékin). Le riche assemblage lithique est composé de plus de 10 000 artefacts en pierre, dont des marteaux, des nucleus, des éclats, des pièces retouchées. La percussion directe au marteau dur (débitage unipolaire) était la principale méthode de débitage, mais le débitage bipolaire était également fréquent, rendant l’assemblage de Localité 15 unique dans le Paléolithique moyen chinois.

### Autres localités
- Localité 2 : Cette fissure courant nord-sud est remplie de terre de remplissage rouge et date de l’époque du Pléistocène moyen. Des fouilles menées en 1921 parallèlement à celles sur le site de l’Homme de Pékin ont permis de découvrir des fossiles de mammifères, notamment des hamsters, des rhinocéros et des hyènes de Chine.
- Localité 3 : Découverte en 1927, cette fissure est-ouest est remplie de brèches et remonte à la fin du Pléistocène moyen. Les fouilles de 1933 ont mis au jour des fossiles de mammifères, notamment des porcs-épics, des racoons et des blaireaux.
- Localité 4 : Découverte en 1927, cette fissure courant nord-sud est remplie d’argile sableuse jaune et date de la fin du Pléistocène moyen. Des fouilles de 1937-1938 ont mis au jour des outils, des os et des graines brûlés (indiquant l’utilisation du feu chez les hommes) et des fossiles de chacal et de cerf. Une deuxième fouille en 1973 a mis au jour une prémolaire humaine et les restes fossilisés de 40 espèces de mammifères, dont le macaque, le cochon, l’ours et le cheval.
- Cap deposit : Ce gisement, situé à 60 mètres au-dessus du lit de la rivière, est rempli de couches de sable et de gravier et date de la fin du Pliocène inférieur. Les fouilles de 1937-38 ont mis au jour des fossiles de mammifères, dont la civette et le rat des bambous.
- Nouvelle grotte (New Cave) : Découverte en 1967, cette grotte est reliée à la localité 4 au Sud. Les dépôts formés par la sédimentation hydrostatique dans les eaux stagnantes ne contenaient aucun fossile ni artéfact humain.
- Localité 12 : Découvert en 1933, lors de la fouille de la localité 3, ce puits de corrosion en forme de colonne est rempli de sable rouge et date de la fin du Pléistocène inférieur. Des fouilles ont mis au jour des fossiles de 22 espèces de mammifères, dont un tigre à dents de sabre et un primate éteint.
- Localité 13 : Cette fissure dans un monticule de calcaire situé à 1 km au sud du site de l’homme de Pékin date du début du Pléistocène moyen et constitue le premier site de vestiges culturels mis au jour jusqu’à présent à Zhoukoudian. Les fouilles de l'argile sableuse à lit mince à environ 50 mètres au-dessus du lit de la rivière ont livré des artefacts en pierre, des cendres et des os carbonisés ainsi que 36 espèces de fossiles de mammifères profondément fossilisés, dont des cerfs à dents de sabre et à dents épaisses.
- Localité 14 : Cette grotte calcaire étroite située à 1,5 km au sud du site de l’Homme de Pékin date de l’époque du Pliocène inférieur et a produit certains des plus anciens fossiles de Zhoukoudian, datant de 5 millions d’années. En 1933, 1951 et 1953, des couches de grès fin à environ 70 mètres au-dessus du lit de la rivière ont livré plus de 600 fossiles de poissons presque complets de quatre espèces différentes, dont deux sont maintenant éteintes.

## Domestication du feu
Des traces de foyers datées d'environ 430 000 ans ont été découvertes à Zhoukoudian, qui sont les plus anciennes connues à ce jour en Asie orientale.
Des foyers d'une ancienneté équivalente sont attestés en Europe, ce qui signifie que le feu aurait été domestiqué indépendamment dans plusieurs régions du monde, par des espèces humaines distinctes.

## Paléolithique supérieur
En Chine, l'Homme moderne fut d'abord découvert, en 1933-34, dans la grotte supérieure de Zhoukoudian, non loin des fossiles d'Homo erectus (localité 1). La majorité des objets et os humains sont datés entre 34 000 et 27 000 ans AP.
Les outils de pierre et d'os sont accompagnés de traces d'hématite, de perles colorées et de pendentifs faits de dents et de coquillages enfilés sur un lien, lui aussi, enduit d'hématite. L'Homme de Zhoukoudian (localité 15) - découvert en 1932 et fouillé de 1935 à 1937 - est un Homo sapiens qui a reçu une sépulture.
On a découvert sur le même site des lames et des parures comparables aux vestiges archéologiques du Paléolithique supérieur en Europe. L'assemblage comprend des marteaux, des nucleus, des éclats et des pièces retouchées. La majorité de ces outils ont été obtenus par percussion directe mais le débitage bipolaire est aussi employé fréquemment. Des nucleus discoïdaux réguliers et des nucleus polyédriques fortement réduits étaient également présents, témoignant d'une approche sophistiquée de la réduction du nucleus. Les outils retouchés sont principalement des racloirs latéraux. Parmi les autres types d'outils, citons les outils de hachage, les couteaux à dos, les pointes, les poinçons, les encoches et les burins. Les outils sont principalement en quartz et fabriqués sur des éclats; ils sont de petite taille, mais on rencontre quelques couteaux à dos de grande taille.